# Совады
Совады (уст. Согады, Севады; баш. Сәғәҙи) — река в России, протекает по Буздякскому и Чекмагушевскому районам Республики Башкортостан. Устье реки находится в 30 км по левому берегу реки Чермасан. Длина реки составляет 40 км, площадь водосборного бассейна 200 км².
Возле д. Нижняя Чатра образует запруду.

## Данные водного реестра
По данным государственного водного реестра России относится к Камскому бассейновому округу, водохозяйственный участок реки — Белая от города Уфы до города Бирска, речной подбассейн реки — Белая. Речной бассейн реки — Кама.
Код объекта в государственном водном реестре — 10010201512111100025330.